# Jack McKenna
John "Jack" McKenna (Newbridge, 10 maart 1942) is een Iers darter.
In 1974 haalde McKenna de kwartfinale van de Winmau World Masters. Bij de laatste 16 won hij van Doug Priestner uit Engeland met 3-0. In de kwartfinale verloor hij van Douglas Melander uit Zweden met 0-3. In 1975 haalde McKenna de laatste 16. Hij verloor van Bill Lennard uit Engeland.
In 1989 haalde hij de finale van de WDF World Cup Singles, hierin verloor hij van Eric Bristow uit Engeland.
In 1990 speelde McKenna op de Wereldkampioenschappen van de BDO. In de eerste ronde won McKenna van Peter Evison uit Engeland met 3-1. In de tweede ronde verloor McKenna van Paul Lim uit de Verenigde Staten met 2-3. Paul Lim gooide in die partij een 9-darter. Het was de eerste 9-darter op het WK ooit. Mede door die 9-darter werd Jack McKenna ook een bekende darter.
In 2008 probeerde hij zich te kwalificeren voor de World Professional Darts Championship, maar hierin verloor hij in de eerste ronde.

## Resultaten op Wereldkampioenschappen

### BDO
- 1990: Laatste 16 (verloren van Paul Lim met 2-3)

### WDF
- 1979: Laatste 16 (verloren van Tony Brown met 3-4)
- 1981: Voorronde (verloren van Steve Brennan met 2-4)
- 1983: Voorronde (verloren van Peter Hamberg met 0-4)
- 1985: Voorronde (verloren van Bernd Hebecker met 3-4)
- 1987: Voorronde (verloren van Joe Gorski met 1-4)
- 1989: Runner-up (verloren van Eric Bristow met 1-4)
- 1991: Laatste 64 (verloren van Alrid Folgerø met 0-4)
- 1997: Laatste 64 (verloren van Frede Johansen met 1-4)